# 馬爾堡病毒
马尔堡病毒（英語：Marburg virus）又称青猴病病毒，是马尔堡病毒病（马尔堡出血热）的致病源，與伊波拉病毒相近。此病為人畜共患傳染病，患者會發高燒、腹瀉、嘔吐、出血。病毒來源不明。馬堡病毒可以透過體液（包括血液及唾液）、排泄物及嘔吐物傳播，並曾造成間歇性的爆發。目前沒有任何疫苗或醫治的方法。

## 馬堡病毒
馬堡病毒結構為典型的丝狀病毒，形似絲線，直徑通常一樣，但長度介於795至828納米(nm)（相比於與伊波拉病毒，其長度約為974至1,086奈米），但在組織培養中可長達14,000奈米，通常感染力最強時長度約為790奈米。病毒物質由七種已知蛋白質組成。馬堡病毒結構與伊波拉幾乎一樣，但兩者的抗原反應不一。換言之，兩者在引致感染者體內產生的抗體不同。馬堡病毒是第一種人類發現的丝狀病毒。

## 下属物种
本属包括以下物种：
- 維多利亞湖馬爾堡病毒 Lake Victoria marburg virus 
  - 維多利亞湖馬爾堡病毒穆索科株 Lake Victoriamarburg virus-Musoke1980
  - 維多利亞湖馬爾堡病毒奧佐林株 Lake Victoriamarburg virus-Ozolin1975
  - 維多利亞湖馬爾堡病毒波普株 Lake Victoriamarburg virus-Popp1967
  - 維多利亞湖馬爾堡病毒Ratayczak株 LakeVictoria marburg virus-Ratayczak1967
  - 維多利亞湖馬爾堡病毒Ravn株 Lake Victoriamarburg virus-Marburg Ravn1987
  - 維多利亞湖馬爾堡病毒沃格株 Lake Victoriamarburg virus-Voege1967

## 感染
馬堡出血熱初期的病徵與其他傳染病如瘧疾、傷寒相似，因此有時斷症困難，特別是零星出現時。
馬堡病毒的潛伏期為3至9天。發病特徵是突然出現的發燒，頭痛，肌肉痛。一星期內，皮膚出現紅疹，且有嘔吐、胸及腹痛，及腹瀉的症狀出現。之後病者可能出現黃疸，神志不清，肝衰竭，嚴重出血。患者復原過程十分漫長，並且經常出現陰囊收縮、復發肝炎、脊髓炎、眼睛、腮腺（又称耳下腺）感染等等後遺症。不同地區的醫療設備及救治對生還率影響很大，部分發達國家出現時死亡率只有25%，發展中國家中的個別個案死亡率可高達100%。
一般相信病毒是透過與染病的人畜緊密接觸，通過體液傳播。日常接觸相信不會傳染。病患者危急時，體內的病毒傳染力最強。部分非洲地區的殮葬風俗應該是導致疾病傳播的原因之一。
不少研究機構正嘗試研製對抗馬堡藥物及疫苗。2004年美國的研究人員已發現豚鼠注入不活躍的病毒後不會被感染。

## 早期爆發
馬堡出血熱最先有記載的爆發是在1967年的德國馬堡，31人染病，病症亦因此而以該地命名，之後在法蘭克福及贝尔格莱德亦有病例。31人中，25人是直接感染，當中七人死亡。直接染病的人多是因為接觸當地實驗室內染有馬堡病的猴子而致病。另外六人是二次感染，當中包括兩名醫生，一名護士，一名解剖助理，及一名獸醫的妻子。他們都是與直接感染的病人，有緊密接觸。兩名醫生是在抽血時不慎接觸病者血液染病。這次爆發的來源經調查後，發現是來自非洲烏干達一種品種為 Cercopithecus aethiops 的猴子。德國的一家公司进口了該批染有病毒的猴子，原意是用來研制小兒麻痹症的疫苗。
1975年，一名從津巴布韋回到南非的人，感染了另外三名南非人。但該次小規模爆發只引致了一人死亡。之後1980年及1987年在肯亞亦有發現馬堡出血病，但亦沒有大規模爆發。之後最大的爆發發生在1998年至2000年的剛果民主共和國。149個案中123人死亡。

## 流行概況
| 年份                         | 地區                  | 感染個案 | 死亡個案 | 致死率 |
| ---------------------------- | --------------------- | -------- | -------- | ------ |
| 1967                         | 西德 · 南斯拉夫       | 31       | 7        | 23%    |
| 1975                         | 南非                  | 3        | 1        | 33%    |
| 1980                         |                       | 2        | 1        | 50%    |
| 1987（個別案例）             |                       | 1        | 1        | 100%   |
| 1988（個別案例；實驗室意外） | 苏联                  | 1        | 1        | 100%   |
| 1990（個別案例）             | 苏联                  | 1        | 0        | 0%     |
| 1998–2000                    | 刚果民主共和国        | 154      | 128      | 83%    |
| 2004–2005                    | 安哥拉                | 252      | 227      | 90%    |
| 2007                         | 乌干达                | 4        | 1        | 25%    |
| 2008                         | 乌干达 · 荷蘭 · 美国  | 2        | 1        | 50%    |
| 2012                         | 乌干达                | 18       | 9        | 50%    |
| 2014（個別案例）             | 乌干达                | 1        | 1        | 100%   |
| 2021                         | 几内亚                | 1        | 1        | 100%   |
| 2023                         | 坦桑尼亚 · 赤道几内亚 | 33       | 16       | 48.4%  |
| 2024                         | 卢旺达 坦桑尼亚       | 38       | 18       | 37.37% |

## 外部連結
- 美國疾病預防及控制中心
- 世界衞生組織 （页面存档备份，存于）